# Brouwerij Sweynbeer

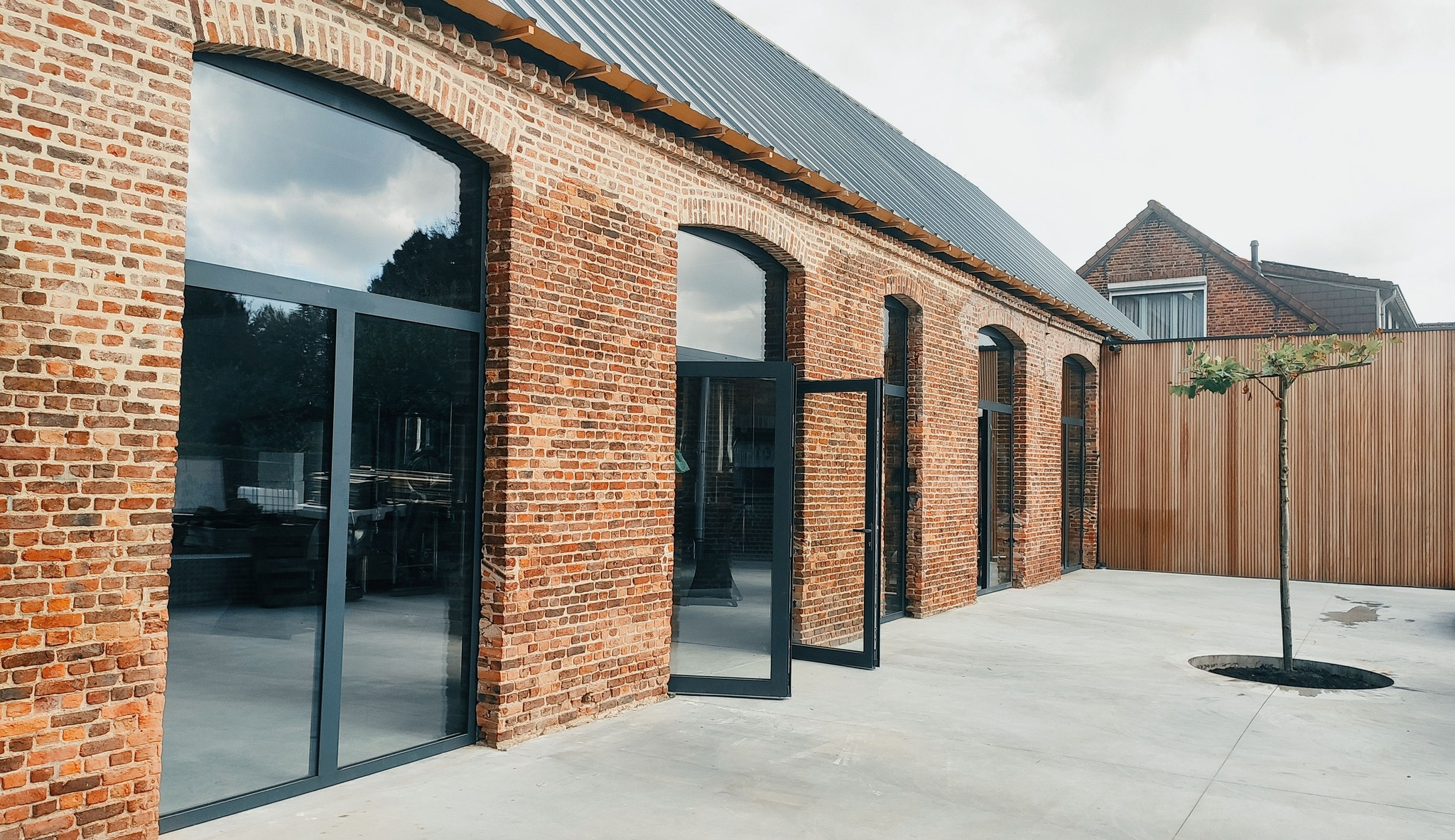
Het nieuwe gebouw van brouwerij Sweynbeer te Elewijt, Zemst

Brouwerij Sweynbeer is een ambachtelijke brouwerij gevestigd in Elewijt.

## Geschiedenis
Brouwerij Sweynbeer werd opgericht in 2018 door Tsjerk Raeymaekers en Veerle De Vits. De brouwerij startte initieel in een annex-gebouw in hun tuin, dit in ketels van 250 liter. Daar de productie de populariteit van het bier niet kon bijhouden werd er gekeken naar uitbreiding, beide in vennoten als in brouwerij-grootte. Wouter Nicolaes en Lennert Vedts traden toe tot het vennootschap, en hun deelname aan een erfpachtdossier wierp vruchten af. Ze kregen de sleutels van de verloederde 'Gildezaal' in het hart van Elewijt. Hier zullen ze vanaf de opening brouwen in ketels van 1000 liter, en het aantal brouwdagen optrekken. Dit resulteert in een tienvoudige verhoging van maandelijks gebrouwen volume.
De naam "Sweynbeer" is afkomstig van de naam van de straat waar het bier eerst gebrouwen werd, de Sweynbeerstraat te Elewijt. 
Het bier heeft dus een sterke verankering in deze gemeente, en bij uitbreiding Zemst. 

## Bieren
De brouwerij produceert een gevarieerd aanbod van bieren, van blond naar amber en donker. Er zijn reeds een 30 recepturen de revue gepasseerd, vaak voor eigen verkoop, en ook op vraag van derden. Bij die laatsten steken enkele Metal- en Rockgroepen de kop op. 
De populairste bieren binnen het vast segment zijn:
Fiery Blondeeen licht-bitter blond bier met een frisse, kruidige smaak door de aroma's van paradijszaad en gember. Alcoholpercentage van 6,0%.

Chili IPAeen vrij bitter amber bier met een licht pittige afdronk, dit door de toegevoegde Lemon Habanero. Alcoholpercentage van 7,3%.

Smoked Portereen donker bier, Baltic Porter (bier), met een rokerige smaak door de gerookte mout. Op smaak gebracht met vijgen. Alcoholpercentage van 7%.

Buta Birueen blond bier met een fruitig citrus-aroma, komende van het toegevoegde verse yuzu-sap. Alcoholpercentage van 6,5%.

## Productiemethode
Brouwerij Sweynbeer maakt gebruik van traditionele Belgische brouwtechnieken en hoogwaardige, heel vaak erg lokale ingrediënten. Alle bieren worden gebrouwen met respect voor ambachtelijke processen, waarbij hergisting centraal staat. Het brouwproces vindt plaats in hun eigen ketels, die te bezoeken zijn te Elewijt.

## Toekomstplannen
De brouwerij heeft haar plannen om de productiecapaciteit uit te breiden en nieuwe bieren te ontwikkelen vastgepakt. In 2022 werd de sleutel van de Gildezaal overhandigd aan het team van Sweynbeer, die eind 2024 willen beginnen brouwen in het nieuwe verbouwde gebouw. Daarnaast wil Brouwerij Sweynbeer de bieren naar internationale markten brengen en de Belgische biertraditie wereldwijd promoten.
Na de verhuis naar de nieuwe locatie zal de brouwerij hun ketelcapaciteit optrekken van 250 naar 1000 liter. 